# Stämpelur

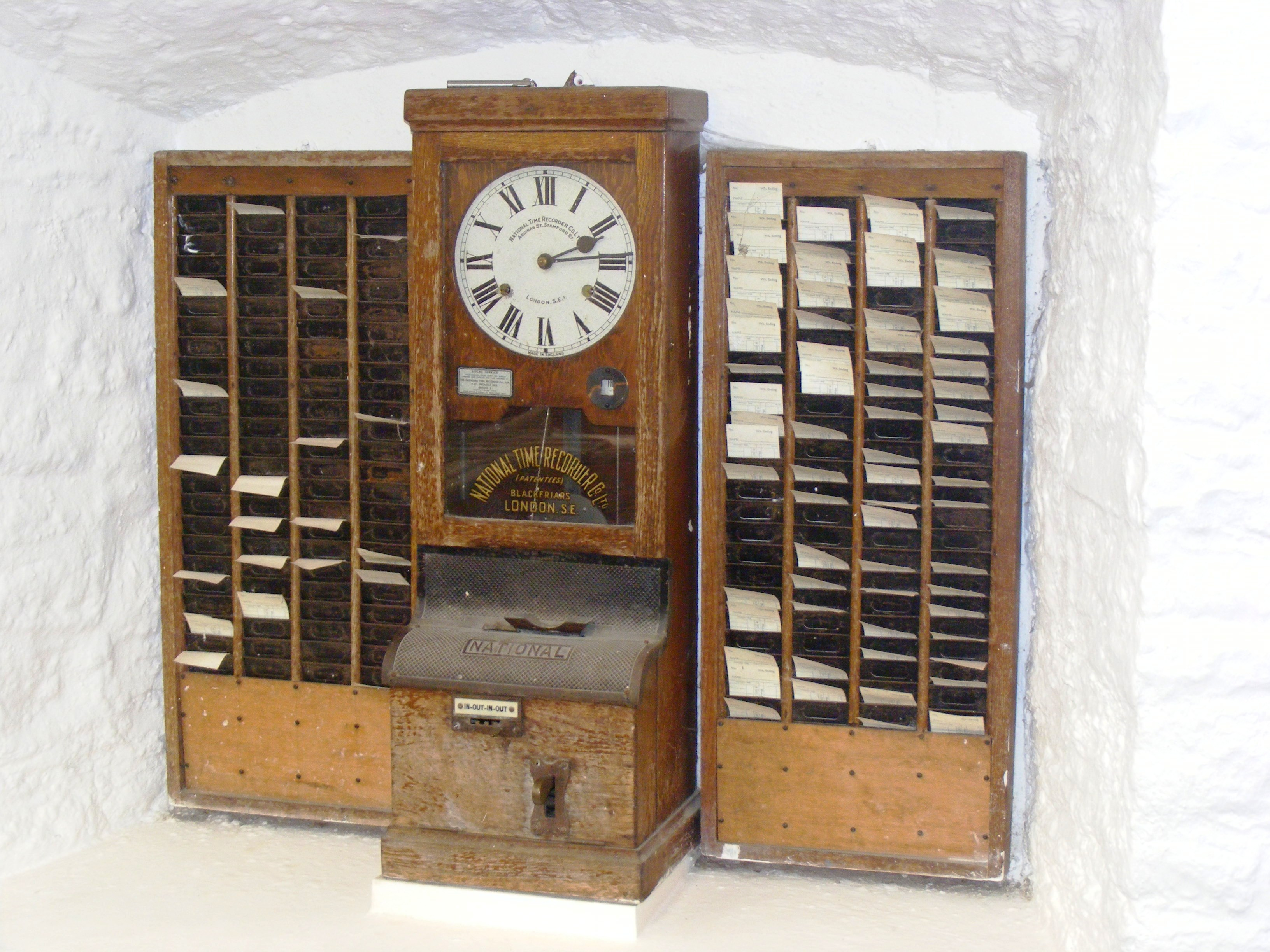
En stämpelklocka av klassisk mekanisk modell som användes i början av 1900-talet.

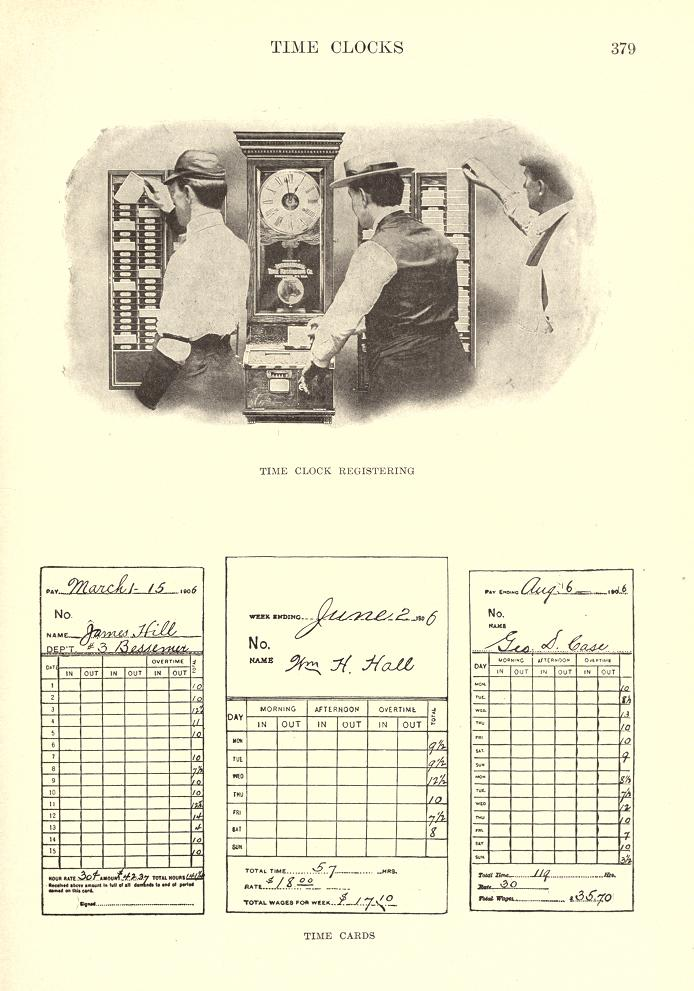
Engelskspråkiga tidkort 1909.

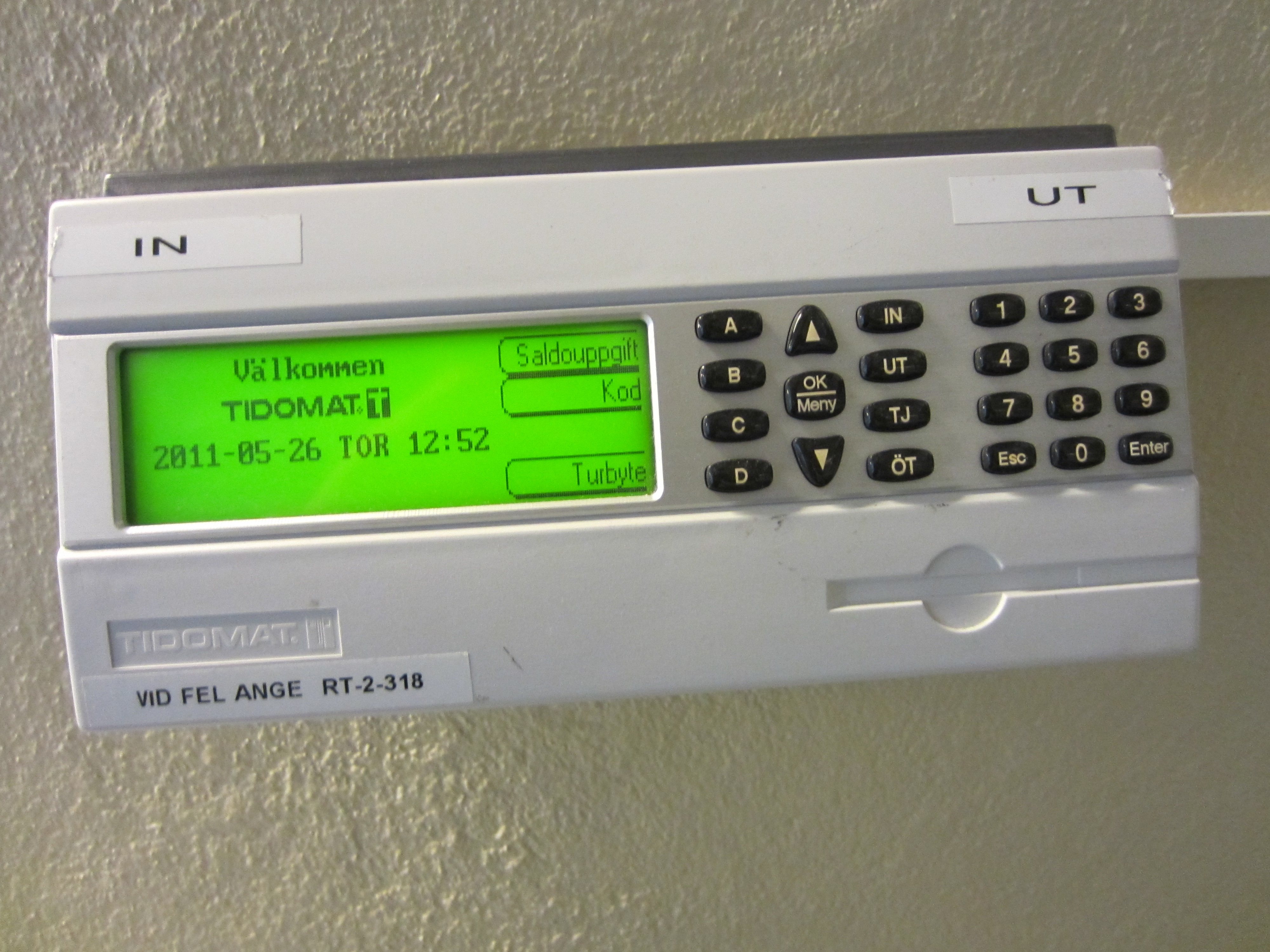
En stämpelklocka av modern elektrisk modell från 2000-talet.

Ett stämpelur eller en stämpelklocka är ett särskilt ur som används på arbetsplatser för att registrera anställdas arbetstid, särskilt påbörjad och avslutad arbetstid. Främst förr brukade stämpeluret användas tillsammans med personliga tidkort som stämplades med åtminstone aktuellt klockslag i stämpeluret. Modernare stämpelur är ofta elektroniska och kräver sällan tidkort, men har någon form av identifiering eller personlig inloggning.

## Funktion och syfte
När anställda anländer till och avviker från arbetsplatser checkar de in och ut via stämpeluret. Stämpelklockor var tidigare mekaniska men är senare helt elektroniska. Med elektronikens hjälp har man tagit fram stämpelur som kan räkna, det vill säga summera varje dag och hela perioden. Cheferna på arbetsplatsen kan sedan ta del av uppgifterna. Registreringen är ett bevis för arbetad tid och ligger till grund för löneutbetalningar. Det kräver tydliga rutiner och instruktioner för användning. Om stämpeluret är ur funktion eller registreringen misslyckas är det därför viktigt att anställda rapporterar det till cheferna. Ett digitalt stämpelur kan även hålla ordning på de anställdas frånvaro, som exempelvis semestrar, sjukfrånvaro, vård av barn, tjänsteresor och kompledighet.

## Elektroniska stämpelur
För arbetsplatser med många anställda finns elektroniska system med programvaran i server och terminaler för närvaro, arbete och passage på flera platser. Stämpelkortet har ersatts med magnetkort, beröringsfria kort, PIN-kod eller fingeravtryck.